# Windows 11
Windows 11 — проприетарная операционная система (ОС) для персональных компьютеров, разработанная компанией Microsoft в рамках семейства Windows NT, преемница Windows 10.
Представлена на мероприятии Microsoft 24 июня 2021 года, однако первая предварительная сборка утекла в сеть девятью днями ранее (15 июня 2021 года). Выпущена 5 октября 2021 года вместе с Microsoft Office 2021.
Последняя стабильная версия Windows 11 — 25H2 (2025 Update).
Windows 11 содержит серьёзные изменения в оболочке Windows под влиянием отменённой Windows 10X, в том числе переработанное меню «Пуск», замену «живых плиток» отдельной панелью «Виджеты» на панели задач, возможность создавать мозаичные наборы окон, которые можно свернуть и восстановить с панели задач как группу, а также новые игровые технологии, унаследованные от Xbox Series X и Series S, такие как Auto HDR и DirectStorage на совместимом оборудовании.
Internet Explorer (IE) был заменён Microsoft Edge  в качестве веб-браузера по умолчанию (как и у его предшественника, Windows 10), а Microsoft Teams интегрирован в оболочку Windows.
Microsoft также объявила о планах обеспечить большую гибкость программного обеспечения, которое можно распространять через Microsoft Store, и поддержку в Windows 11 приложений Android (включая партнерство с Amazon, чтобы сделать их магазин приложений поддерживающим эти функции).
В июле 2025 года доля Windows 11 на рынке настольных компьютеров достигла 52,18 %, что стало первым случаем, когда она заняла большую часть рынка настольных ОС, а также первым случаем, когда её доля превысила долю Windows 10, которая упала до 44,11 %. Windows 11 занимает примерно 23 % всех ПК (остальное приходится на другие редакции Windows и другие операционные системы, такие как macOS и Linux) и примерно 8,6 % всех устройств (включая мобильные телефоны, планшеты и консоли) работают под управлением Windows 11.
В целях соблюдения Закона о цифровых рынках компания Microsoft разрешает пользователям в Европейской экономической зоне удалять браузер Microsoft Edge, поисковую систему Microsoft Bing и рекламу в целях соответствия интересам пользователей.
Ссылаясь на соображения безопасности, системные требования Windows 11 были повышены по сравнению с Windows 10. Microsoft официально поддерживает операционную систему только на устройствах, использующих процессор Intel Core восьмого поколения или новее (за некоторыми исключениями), процессор AMD Ryzen второго поколения или новее или систему-на-кристалле Qualcomm Snapdragon 850 ARM или новее, с безопасной загрузкой UEFI и поддерживаемым и включенным доверенным платформенным модулем (TPM) 2.0 (хотя Microsoft может сделать исключение из требования TPM 2.0 для OEM-производителей). Хотя ОС может быть установлена на неподдерживаемые процессоры, Microsoft не гарантирует наличие обновлений.
В Windows 11 удалена поддержка 32-разрядных процессоров x86 и устройств, использующих прошивку BIOS.
Windows 11 была встречена неоднозначно при запуске. Предварительное освещение операционной системы было сосредоточено на её более строгих требованиях к оборудованию с обсуждением того, были ли они действительно предназначены для повышения безопасности Windows или являлись уловкой для продажи клиентам новых устройств. После выпуска её хвалили за улучшенный визуальный дизайн, управление окнами и усиление внимания к безопасности, но критиковали за различные модификации её пользовательского интерфейса. Кроме того, некоторые пользователи указали на недостатки, такие как невозможность перемещать панель задач, и повышенные системные требования, которые могут исключить старые устройства.

## Разработка
После выпуска операционной системы Windows 10 Microsoft заявила, что это будет «последняя версия Windows». Предполагалось, что ОС будет переведена на схему «Windows как услуга», и со временем должны будут выпускаться не новые версии, а новые сборки и обновления. Однако после того, как Microsoft опубликовала список вакансий, в котором говорилось о «радикальном обновлении» Windows, возникли предположения о новой версии или редизайне Windows. Предполагается, что проект под кодовым названием «Sun Valley» был обновлён с целью обновления пользовательского интерфейса системы. 15 июня 2021 года в Интернете появилась информация о предполагаемой бета-версии Windows 11; был показан интерфейс, напоминающий интерфейс отменённой Windows 10X, а также переработанный внешний вид и товарный знак Windows 11.
Выступая на конференции для разработчиков Microsoft Build 2021, генеральный директор Microsoft Сатья Наделла представил следующее поколение Windows. Он заявил, что в течение нескольких месяцев работал с развёрнутой копией новой ОС, и сообщил, что очень скоро состоится официальный анонс. Всего через неделю после выступления Наделлы Microsoft начала рассылку приглашений на некое посвящённое Windows мероприятие, которое было назначено на 24 июня 2021 года. Начало мероприятия было назначено на 11 часов по восточному времени, что очень необычно для мероприятий Microsoft. Многие посчитали это намёком. 10 июня Microsoft также разместила на YouTube 11-минутный ролик, содержащий звук запуска Windows, что, предположительно, является отсылкой к числу в названии новой ОС.
21 июня Microsoft случайно в документе поддержки раскрыла информацию о том, что идёт работа над Windows 11.
24 июня Microsoft состоялась официальная презентация Windows 11. Мероприятие началось в Нью-Йорке 11:00 (18:00 мск), были показаны новшества предстоящей ОС.
5 октября 2021 года новая операционная система вышла в свет.

## Функции
Windows 11, первый релиз Windows с 2015 года, основывается на своём предшественнике, переделывая пользовательский интерфейс в соответствии с новыми рекомендациями Microsoft Fluent Design. Редизайн, в котором основное внимание уделяется простоте использования и гибкости, сопровождается новыми продуктивными и социальными функциями, а также обновлениями в области безопасности и доступности, устраняющими некоторые недостатки Windows 10.
Магазин Microsoft Store, который служит единой витриной для приложений и другого контента, также переработан в Windows 11. Теперь Microsoft позволяет разработчикам распространять Win32, прогрессивные веб-приложения и другие технологии упаковки в Microsoft Store наряду со стандартными приложениями Universal Windows Platform.
Платформа для совместной работы Microsoft Teams интегрирована в пользовательский интерфейс Windows 11 и доступна через панель задач. Skype больше не будет поставляться «по умолчанию» в комплекте с ОС.
Microsoft рекламировала такие улучшения производительности, как уменьшение размера обновлений, более быстрый просмотр веб-страниц в «любом браузере», меньшее время выхода из спящего режима и более быстрая аутентификация Windows Hello.
Windows 11 будет поставляться с веб-браузером Microsoft Edge на базе Chromium, и не будет включать или поддерживать предыдущий Internet Explorer, став первой версией Windows, поставляемой без Internet Explorer’а со времён выпуска Windows 95, где Internet Explorer впервые был включён в комплект поставки с выпуском OSR1.
Обновлённое приложение Xbox, а также технологии Auto HDR и DirectStorage, представленные в Xbox Series X/S, будут интегрированы в Windows 11; для последнего потребуется видеокарта с поддержкой DirectX 12 и твердотельный NVMe-накопитель.

### Пользовательский интерфейс и дизайн
Переработанный интерфейс присутствует во всей операционной системе; полупрозрачность, тени, новая цветовая палитра и закруглённая геометрия преобладают во всем пользовательском интерфейсе. Кнопки панели задач по умолчанию выровнены по центру, а новая кнопка «Виджеты» отображает панель с Microsoft Start, агрегатором новостей с персонализированными историями и контентом (расширяя панель «Новости и интересы», представленную в более поздних сборках Windows 10).
Панель задач постоянно прикреплена к нижнему краю экрана и не может быть перемещена к верхнему, левому или правому краю экрана в Windows 11 (хотя центрированные значки можно переключить для выравнивания влево).
Меню «Пуск» было значительно переработано, вместо «живых плиток», использовавшихся в Windows 8.x и 10, появилась сетка «прикреплённых» приложений, а также список последних приложений и документов.
Функция Task View, появившаяся в Windows 10, отличается обновлённым дизайном и поддерживает создание отдельных обоев для каждого виртуального рабочего стола. Функциональность привязки окон была расширена двумя дополнительными возможностями; «привязка макетов» позволяет пользователю выбрать заранее определённый макет, который он хочет использовать для размещения нескольких окон на дисплее. Расположенные в виде плитки окна можно свернуть и восстановить с панели задач в виде «группы привязок».
Шрифт Segoe UI был обновлен до вариативной версии, что улучшило его способность масштабироваться между разрешениями дисплея. Другие изменения в системе включают новые системные значки, анимацию, звуки и виджеты. Большая часть интерфейса и стартового меню в значительной степени вдохновлена ныне отменённой Windows 10X. Также был представлен новый дизайн для Проводника и приложения «Параметры».
В марте 2023 года в инсайдерской сборке Windows 11 с номером 25309 появился новый микшер громкости, позволяющий быстро переключаться между аудиовходами (колонки, наушники и так далее), изменять громкость отдельных приложений, а также выбирать одну из предоставленных технологий пространственного звука: Dolby Atmos for Headphones или Windows Sonic for Headphones; западные журналисты отметили явную его схожесть со старым приложением EarTrumpet, созданным пятью годами ранее.

### Подсистема Windows для Android
Несмотря на отсутствие в первом выпуске, будущий выпуск Windows 11, запланированный на 2022 год, позволит пользователям устанавливать и запускать приложения для Android на своём устройстве с помощью новой подсистемы Windows для Android (WSA) и проекта Android Open Source Project (AOSP). Эти приложения можно будет получить из Microsoft Store через Amazon Appstore.
Для запуска приложений потребуется учетная запись Microsoft, учётная запись Amazon, однократная установка клиента Amazon Appstore, а также наличие на компьютере 8 ГБ оперативной памяти или более.
Пользователи также могут устанавливать приложения Android из любого источника, используя формат файла пакета приложений Android (APK) (Поддержка будет окончена после 5 марта 2025 года).

### Эмуляция на устройствах на основе ARM для приложений Windows x86 или x64
Версии ARM Windows 10 включают технологию эмуляции, которая позволяет существующим немодифицированным приложениям x86 работать на устройствах ARM. Windows 11 расширяет эмуляцию для запуска неизмененных приложений x64 Windows на ARM-устройствах.
Хотя возможность эмулировать x64 и x86 на устройствах ARM является отличным шагом и ваше приложение может воспользоваться преимуществами собственных показателей производительности и уникальными качествами устройств с поддержкой, в том числе:
- Оптимизация энергопотребления приложения для расширения работы батареи устройства.
- Оптимизация производительности ЦП, GPU и NPU для ускорения рабочих процессов, особенно при работе с ИИ.

Кроме того, драйверы ядра необходимо создать как собственный ARM64, в ядре отсутствует эмуляция (это в первую очередь влияет на сценарии виртуализации). Для приложений, использующих драйверы устройств, требующие прямого доступа к внутренним компонентам операционной системы или оборудования, работающего в режиме ядра, а не в пользовательском режиме, и которые ещё не были обновлены для поддержки процессоров ARM64.

### Безопасность
В рамках минимальных системных требований Windows 11 работает только на устройствах с сопроцессором безопасности Trusted Platform Module 2.0, по словам Microsoft, сопроцессор TPM 2.0 — это «критически важный элемент» для защиты от атак на микропрограммное и аппаратное обеспечение.
Кроме того, Microsoft теперь требует, чтобы устройства с Windows 11 имели встроенную и включённую по умолчанию защиту на основе виртуализации (VBS), целостность кода, защищённого гипервизором (HVCI), и Secure Boot. Операционная система также имеет аппаратную защиту стека для поддерживаемых процессоров Intel и AMD для защиты от эксплойтов нулевого дня.
Как и её предшественница, Windows 11 также поддерживает многофакторную аутентификацию и биометрическую аутентификацию через Windows Hello.

## Редакции
Windows 11 имеет следующие редакции:

### Для ПК, ноутбуков, рабочих станций
Основные:
- Windows 11 «Домашняя» (англ. Home) — базовая версия для пользователей ПК, ноутбуков и планшетных компьютеров. Поставляется с ноутбуками.
- Windows 11 «Профессиональная» (англ. Pro) — версия для ПК, ноутбуков и планшетов с функциями для малого бизнеса типа CYOD (выбери своё устройство).

- Windows 11 «Корпоративная» (англ. Enterprise) — версия для более крупного бизнеса с расширенными функциями управления корпоративными ресурсами, безопасности и т. д.

Производные:
- Windows 11 «Профессиональная для образовательных учреждений» (англ. Pro Education) — вариант Pro для учебных заведений.
- Windows 11 «Профессиональная для рабочих станций» (англ. Pro for Workstations) — специальный вариант Windows 11 Pro, отличается расширенной аппаратной поддержкой (на уровне сервера) и предназначена для удовлетворения сложных потребностей в критически важных средах с высокой вычислительной нагрузкой, имеет поддержку создания хранилищ с файловой системой ReFS (во всех редакциях, кроме Pro for Workstation и «Корпоративной», поддержка удалена), предоставляет наиболее требовательные приложения и данные с требуемой производительностью с использованием энергонезависимых модулей памяти (NVDIMM-N). Поддерживает до 4 CPU и до 6 ТБ оперативной памяти (в «Pro» — до 2 ТБ).
- Windows 11 «для образовательных учреждений» (англ. Education) — вариант «Корпоративной» для учебных заведений.
- Windows 11 Mixed Reality — специальная версия Windows 11 для устройств дополненной и смешанной реальности.
- Windows 11 SE — версия Windows 11 исключительно для бюджетных устройств, продаваемых на образовательном рынке и ориентированная на облачные технологии. Содержит некоторые изменения в своей функциональности, такие как Snap Layouts, работающий не более чем с двумя приложениями, приложения по умолчанию открываются в полноэкранном режиме, из системы были удалены Microsoft Store и панель виджетов, Microsoft Edge по умолчанию настроен на установку расширений из интернет-магазина Chrome. Все файлы по умолчанию сохраняются в OneDrive. Система оптимизирована для Microsoft Edge, Office и облачных сервисов Microsoft, однако поддерживает установку и сторонних приложений. Администраторы могут следить за установленными приложениями, а также управлять автоматическим обновлением системы вне учебного времени.

В октябре 2024 года вышла первая LTSC-сборка (Long-Term Servicing Channel) корпоративной версии Windows 11 (24H2) — для промышленных компьютеров и встроенных устройств, которым важна стабильность работы, отсутствие социальных функций и частых либо принудительных обновлений.

## Системные требования
Системные требования Windows 11:
| Процессор           | Не менее двух ядер с тактовой частотой не менее 1 гигагерца (ГГц) На совместимом процессоре (intel core 8 gen, amd zen 2 и новее. В исключительных случаях intel core 7 gen) |
| ОЗУ                 | 4 ГБ ОЗУ |
| Хранилище           | Устройство хранения на 64 ГБ или больше |
| Системная прошивка  | UEFI с поддержкой безопасной загрузки |
| TPM                 | Доверенный платформенный модуль (Trusted Platform Module, TPM) версии 2.0 |
| Видеоадаптер        | Совместимый с DirectX 12 или более поздней версии с драйвером WDDM 2.0 |
| Дисплей             | Дисплей высокой чёткости (720p) с диагональю более 9 дюймов, 8 бит на цветовой канал                                                                                         |
| Интернет-соединение | Для установки Windows 11 требуется учётная запись Майкрософт и подключение к Интернету                                                                                       |

### Windows 11 24H2
Microsoft добавила в требования к процессору в Windows 11 24H2 поддержку инструкции POPCNT (Population count — count number of bits set to 1, входит в набор SSE4.2 в Intel или Advanced Bit Manipulation (ABM) для AMD).